# 2020年東京オリンピックのベラルーシ選手団
2020年東京オリンピックのベラルーシ選手団は、2021年7月23日から8月8日にかけて日本の首都東京で開催された2020年東京オリンピックのベラルーシ選手団、およびその競技結果。

## メダル
| メダル | 選手名                                                                          | 競技         | 種目                                | 日付    |
| ------ | ------------------------------------------------------------------------------- | ------------ | ----------------------------------- | ------- |
| 金     | イワン・リトビノビッチ                                                          | トランポリン | 男子トランポリン                    | 7月31日 |
| 銀     | イリーナ・クラチキナ                                                            | レスリング   | 女子フリースタイル57kg級            | 8月5日  |
| 銀     | マハメトハビプ・カジマハメダウ                                                  | レスリング   | 男子フリースタイル74kg級            | 8月6日  |
| 銀     | ボルハ・フジェンカ マリナ・リトビンチュク マルハリタ・マフネワ ナジェヤ・パポク | カヌー       | 女子スプリント・カヤック（K-4）500m | 8月7日  |
| 銅     | マクシム・ニェダシェカウ                                                        | 陸上         | 男子走高跳                          | 8月1日  |
| 銅     | ワネサ・カラジンスカヤ                                                          | レスリング   | 女子フリースタイル53kg級            | 8月6日  |
| 銅     | アリーナ・ハルナスコ                                                            | 新体操       | 新体操個人総合                      | 8月7日  |

## アーチェリー
- 3名[1]

## 選手の亡命
陸上競技女子100m・200mの代表であったクリスツィナ・ツィマノウスカヤは、代表チームのミスにより出場できない選手の代わりに、4×400mリレーへの出場を求められ、この件に関してインスタグラムで不満を述べた。すると、ベラルーシへ強制帰国させられそうになり、ヨーロッパの他国への亡命を希望した。8月2日、ポーランド政府が受け入れの意向を示し、駐日ポーランド大使館がツィマノウスカヤの身柄を保護、人道的査証を発行した。8月4日に日本を出発しオーストリアのウィーンを経由してポーランドに入国、ウクライナの首都キーウに逃れていた夫と8月5日に再会した。8月5日夜には国際オリンピック委員会がベラルーシの陸上ヘッドコーチら2人に対し大会の資格証を剥奪する懲戒処分を決定し、2人は選手村からの即時退去要請に応じ帰国することとなった。